# Plaza De Toros Cabra
Plaza De Toros Cabra är en amfiteater i Spanien.   Den ligger i provinsen Province of Córdoba och regionen Andalusien, i den södra delen av landet, 300 km söder om huvudstaden Madrid. Plaza De Toros Cabra ligger 460 meter över havet.
Terrängen runt Plaza De Toros Cabra är kuperad åt nordost, men åt sydväst är den platt. Runt Plaza De Toros Cabra är det ganska tätbefolkat, med 62 invånare per kvadratkilometer. Närmaste större samhälle är Cabra, 0,24 km väster om Plaza De Toros Cabra. Trakten runt Plaza De Toros Cabra består till största delen av jordbruksmark.